# Takao Yamauchi
Takao Yamauchi (født 8. september 1978) er en tidligere japansk fodboldspiller.
Han har spillet for flere forskellige klubber i sin karriere, herunder Cerezo Osaka.